# Vladimira Popovića
La rue Vladimira Popovića (en serbe cyrillique : Владимира Поповића) est située à Belgrade, la capitale de la Serbie, dans la municipalité urbaine de Novi Beograd.
La rue est ainsi nommée en hommage au diplomate Vladimir Popović, qui fut un proche de Josip Broz Tito.

## Parcours
La rue Vladimira Popovića prend naissance au niveau du Zemunski put, la « route de Zemun ». Elle s'oriente vers le sud-ouest et laisse sur sa droite la rue Milentija Popovića puis est reliée par un échangeur au Bulevar Arsenija Čarnojevića (qui correspond à une section de la route européenne E75). Elle incline sa course en direction de l'ouest et se termine au carrefour du Bulevar Milutina Milankovića et de la rue Jurija Gagarina.

## Institutions
L'ambassade du Japon est située dans la rue, au n° 6. L'ambassade d'Australie se trouve aux n° 38-40.

## Économie
L'Hôtel Continental Belgrade, qui a ouvert ses portes en 1979, est situé au n° 10,.